# Panaretella zuluana
Panaretella zuluana är en spindelart som beskrevs av Lawrence 1937. Panaretella zuluana ingår i släktet Panaretella och familjen jättekrabbspindlar. Inga underarter finns listade i Catalogue of Life.